# Eochaid Fíadmuine
Pour les articles homonymes, voir Eochaid.
Eochaid ou Eochu Fíadmuine est selon les légendes médiévales et la tradition pseudo historique irlandaise, conjointement Ard ri Erenn avec son frère ou demi-frère Conaing Bececlach. Ils prennent le pouvoir après avoir tué le précédent roi Eochaid Uaircheas. Eochaid règne sur la moitié sud de l'Irlande et son frère Conaing sur le nord.

## Une origine controversée
Leurs origines sont obscures pour les sources. Le Lebor Gabála Érenn propose deux possibilités : que Eochaid et Conaing soient les fils de Congal, fils de Lugaid Cal, du Corcu Laigde originaire du Comté de Cork; ou que Eochaid soit le fils de Congal, et Conaing celui de Dui Temrach, fils de Muiredach Bolgrach, mais tous deux nés de la même mère qui serait également la mère de Eochaid Uaircheas.
Geoffrey Keating fait d'eux des fils de Dui Temrach, et les Four Masters les fils de Congal Coscarach lui-même fils de Dui.

## Règne
Après avoir régné cinq années conjointement, Eochaid est tué par Lugaid Lámderg le fils d'Eocahid Uaircheas. selon le Lebor Gabála Érenn, Conaing reste au pouvoir dans le nord pendant que Lugaid s'empare du Sud. Les Annals of the Four Masters indique que Lugaid chasse Conaing et prend le contrôle de la souveraineté de toute l'Irlande.

## Chronologie
Le Lebor Gabála synchronise le règne d'Eochaid et de Conaing avec celui d'Artaxerxes Ier en Perse (465-424 BC). La chronologie de Keating Foras Feasa ar Éirinn date leur règne de 621-616 av. J.-C., et les  Annales des quatre maîtres de 844-839 av. J.-C.

## Source
- (en) Cet article est partiellement ou en totalité issu de l’article de Wikipédia en anglais intitulé « Eochu Fíadmuine » (voir la liste des auteurs), édition du 6 avril 2012.